# Метамодернизм
Метамодернизм, метамодерн (англ. Metamodernism) — это обобщение изменений и состояний культуры с 1990-х годов до настоящего времени, пришедших на смену постмодернизму.
Термин «метамодернизм» ввели голландский философ Робин ван ден Аккер и теоретик медиа Тимотеус Вермюлен в своём эссе «Заметки о метамодернизме» (Notes on Metamodernism), опубликованном в 2010 году в «Journal of Aesthetics & Culture».
Понятие метамодерн описывает культурную эпоху, а понятие метамодернизм — оформившееся общественное течение, обладающее характерными чертами эпохи метамодерна.

## Происхождение и суть термина
Медиа-проект «Заметки о метамодернизме», начавшийся в 2009 году
Основан Тимотеусом Вермюленом и Робином ван ден Аккером и редактировался совместно с Надин Фесслер, Хилой Шахар, Люком Тёрнером и Элисон Гиббонс. Выходил с 2009 по 2016 год. В журнале опубликовались 50 критиков и теоретиков с релевантным бэкграундом, пишущие о трендах и тенденциях текущих событий, сетевой культуры, архитектуры, дизайна, моды, музыки, литературы, театра, перфоманса, фотографии, кинематографе и телевидении. Медиа-проект — часть долгосрочного междисциплинарного транснационального исследовательского проекта, документирующего события в культуре двадцать первого века, которые больше не могут быть объяснены в терминах постмодерна, но должны быть осмыслены другим критическим дискурсом — метамодернизмом.
Американский медиа-проект «Что такое метамодерн?» 2013 года
Основан исследователями доктором философии Линдой Черьелло и культурным деятелем Грегом Дембером, в оригинале «Metamodern Is What?», выпущен в 2013 году. Это каталог культурных продуктов и артефактов, которые в некотором роде несут эстетический почерк, являющийся примером метамодернизма. Авторы готовили проект параллельно с исследовательским проектом Тимотеуса Вермюлена и Робина ван ден Аккера и на главной странице своего проекта разместили ремарку, что «они [команда Тимотеуса Вермюлена и Робинома ван ден Аккерома] предложили термин, с которым мы могли бы согласиться», подытожив, что проект является коллекцией артефактов метамодернизма. Среди артефактов есть список библиографии развития концепции метамодерна, составленный библиотекарем Университета Ратгерса в Нью-Джерси Кэти Элсон Андерсон.

### Эссе «Заметки о метамодернизме» Тимотеуса Вермюлена и Робина ван ден Аккера 2010 года
Авторы говорят об окончании эпохи постмодернизма и приводят две категории причин этого, отмеченные различными авторами: 1) материальные (изменение климата, финансовый кризис, террористические атаки, цифровая революция); 2) нематериальные (присвоение критики рынком, интеграция дифферанса (различания) в массовую культуру).
В статье отмечается, что большинство постмодернистских тенденций принимает новую форму и, что главное, новый смысл: «история продолжается уже после её поспешно объявленного конца», — отмечают учёные, проводя параллель между объявленной в прошлом веке концепцией «конца истории» и «позитивным» идеализмом Гегеля. Метамодерн «осциллирует между энтузиазмом модернизма и постмодернистской насмешкой, между надеждой и меланхолией, между простодушием и осведомлённостью, эмпатией и апатией, единством и множеством, цельностью и расщеплением, ясностью и неоднозначностью» — этакий концептуальный оксюморон.

О назначении метамодернизма исследователи говорят следующее:

Метамодернизм заменяет границы настоящего на пределы бесперспективного будущего; и он заменяет границы знакомых мест на пределы беспредельного. На самом деле, это и есть «судьба» человека метамодерна: преследовать бесконечно отступающие горизонты.

### Статья «Метамодернизм: краткое введение» 2015 года
В 2015 году в своей статье «Метамодернизм: краткое введение» (Metamodernism: A Brief Introduction) один из авторов проекта Notes on Metamodernism, английский художник Люк Тёрнер утверждает, что приставка «мета-» происходит от термина Платона μεταξύ, обозначающего колебание между двумя противоположными понятиями и одновременность их использования. Возникновение новой концепции автор связывает с рядом кризисов и изменений с начала 1990-х годов (изменение климата, финансовые спады, рост числа вооружённых конфликтов), а также с провозглашением так называемого конца истории.
В статье Тёрнер называет основные черты постмодернизма, к которым относятся следующие понятия: деконструкция, ирония, стилизация, релятивизм, нигилизм. Метамодернизм возрождает общие классические концепции и универсальные истины, при этом не возвращаясь к «наивным идеологическим позициям модернизма», и находится в состоянии колебания между аспектами культур модернизма и постмодернизма. Таким образом, по словам Тёрнера, метамодернизм сочетает в себе просвещённую наивность, прагматический идеализм и умеренный фанатизм, колеблясь при этом «между иронией и искренностью, конструкцией и деконструкцией, апатией и влечением». Другими словами, поколение метамодерна — это своего рода оксюморон, в котором могут сочетаться, казалось бы, противоположные вещи.
Метамодернизм — концепция не предписательная, но описательная. В качестве примеров метамодернизма в искусстве Тёрнер приводит музыку таких исполнителей, как Arcade Fire, Билл Каллахан, Future Islands, работы таких художников, как Олафур Элиассон и Питер Дойг, кино таких режиссёров, как Уэс Андерсон и Спайк Джонз. К слову, в качестве обложки своей статьи Тёрнер использует кадр из фильма Уэса Андерсона «Королевство полной луны». Также в статье Тёрнер упоминает опубликованный им ранее «Манифест метамодерниста» (Metamodernist // Manifesto), который художник назвал «одновременно определившим и поддержавшим дух метамодернизма; одновременно логически последовательным и абсурдным, серьёзным и обречённым на провал, но все ещё оптимистичным и полным надежд».

### «Манифест метамодерниста» 2011 года
В 2011 году Люк Тёрнер опубликовал на своём сайте «Манифест метамодерниста» (Metamodernist // Manifesto). Он состоит из 8 пунктов:
1. Мы признаём, что колебания — естественный миропорядок.
2. Мы должны освободиться от столетия модернистской идеологической наивности и циничной неискренности его внебрачного ребёнка.
3. Впредь движение должно осуществляться путём колебаний между положениями с диаметрально противоположными идеями, действующими как пульсирующие полюса колоссальной электрической машины, приводящей мир в действие.
4. Мы признаём ограничения, присущие всякому движению и восприятию, и тщетностью любых попыток вырваться за пределы, означенные таковыми. Неотъемлемая незавершённость системы влечёт необходимость приверженности ей, не ради достижения заданного результата и рабского следования её курсу, но скорее ради возможности нечаянно косвенно подглядеть некую скрытую внешнюю сторону. Существование обогатится, если мы будем браться за свою задачу, как будто эти пределы могут быть преодолены, ибо таковое действие раскрывает мир.
5. Всё сущее захвачено необратимым сползанием к состоянию максимального энтропийного несходства. Художественное творение возможно лишь при условии происхождения от этой разницы или раскрытия таковой. На его зенит воздействует непосредственное восприятие разницы как таковой. Ролью искусства должно быть исследование обещания его собственных парадоксальных амбиций путём подталкивания крайности к присутствию.
6. Настоящее является симптомом двойственного рождения безотлагательности и угасания. Сегодня мы в равной степени отданы ностальгии и футуризму. Новые технологии дают возможность одновременного восприятия и разыгрывания событий с множества позиций. Эти возникающие сети, отнюдь не сигнализирующие о его угасании, способствуют демократизации истории, освещению развилок, вдоль которых её грандиозное повествование может странствовать здесь и сейчас.
7. Точно так же, как наука стремится к поэтической элегантности, художники могут пуститься в искания истины. Вся информация являет почву для знания, будь то эмпирического или афористического, независимо от её правдоценности. Мы должны принять научно-поэтический синтез и информированную наивность магического реализма. Ошибка порождает смысл.
8. Мы предлагаем прагматичный романтизм, не скованный идеологическими устоями. Таким образом, метамодернизм следует определить как переменчивое состояние между и за пределами иронии и искренности, наивности и осведомлённости, релятивизма и истины, оптимизма и сомнения, в поисках множественности несоизмеримых и неуловимых горизонтов. Мы должны двигаться вперёд и колебаться![7]

## Человек эпохи метамодерна
Человек метамодерна, обладает следующими признаками.
Компетенции:
- ассертивность — по мнению американского психотерапевта Мануэля Смита (1934—2007) — способность человека не зависеть от внешних влияний и оценок, самостоятельно регулировать собственное поведение и отвечать за него: «выстраивание собственного „ценностно-смыслового универсума“ и выработке собственных социальных норм»[8]
- самоактуализация вкупе с самоопределением: "самостоятельно выстраивает свои идентичности, рисует своеобразную «карту идентичностей» — культурной, национальной, — как и карту своих перемещений. …создаёт свои полюса социального притяжения. …выстраивает собственную личность и мир «в условиях растущей фрагментарности культуры, плюрализации ценностей, исчезновения детерминирующего центра и отсутствия любых смысловых ориентиров»[8]
- системное мышление
- осцилляция, примирение и сплочение различных мнений, позиций и идей в внутренним восприятии личности мира. Отход от безграничного релятивизма или приверженности той или иной мысли в собственный поиск смысла при понимании относительности восприятия, трудности познания и толернатному пониманию других взглядов.[8][9]
- конструктивное мышление: «на смену нигилистскому отрицанию, свойственному человеку раннего постмодерна, „протесту без предложения альтернатив“, пришла нонконформистская оценка действительности и предложение нового, новых социальных норм, правил жизни»[8]

## Анализ и критика

### Антон Заньковский
Антон Заньковский в статье «Время твёрдых медуз: метамодерн, который мы заслужили» так определяет сущность новой мировоззренческой парадигмы:

Теория метамодерна во многом совпадает с философскими тенденциями последнего времени: не сумев справиться с хаосом радикального релятивизма, интеллектуалы обратились к поискам твёрдости; причём данная направленность объединяет приверженцев новой этики, наукообразных реалистов и всевозможных фундаменталистов. Что такое метамодерн, если не попытка мыслить мир целым, отражённым в одном сознании — с одним типом рациональности, с одной этикой, — словно зеркало не было разбито на сотни кусков, когда мы вышли из христианской и гуманистической парадигмы? <…> Если модерн был подростковым бунтом против старого мира, стремился создавать новые миры и новые гносеологические линзы, то high postmodern был формой сыновней почтительности, то есть соответствовал конфуцианскому понятию сяо. Модерн смотрел в будущее, постмодерн оглядывался назад, а метамодерн созерцает настоящее, субстанцию и данность предметов, поэтому ему близки всевозможные интеллектуальные проекты спекулятивного реализма, новый материализм, объектно-ориентированная онтология и т. д. В самом сердце высокого постмодерна — в романе Итало Кальвино «Если однажды зимней ночью путник» — содержится выход в новую познавательную парадигму метамодерна. Один из персонажей романа придумал особую практику не-чтения книг: он долго тренировался, чтобы смотреть на текст, не прочитывая его; созерцать сами линии буквенных знаков, их геометрию, не «подрывая» эту геометрию смыслом, — такая практика соответствует проекту объектно-ориентированной онтологии Грэма Хармана.

### Алексей Кардаш
Алексей Кардаш в статье «Критика философских оснований метамодерна» проанализировал парадигму, в которой работают авторы термина, теоретические основы феномена и раскритиковал ряд положений «Заметок о метамодернизме». Кардаш отмечает, что Тимотеус Вермюлен и Робин ван ден Аккер пользуются не конвенциональным и упрощённым определением постмодерна:
Одновременно исследователи пользуются дихотомией постмодернистской иронии и модернистского энтузиазма, которую придумал товарищ Аккера по альма-матер — Йос де Мул, специализирующийся на истории континентальной философии и философии искусства. Вслед за ним Вермюлен и Аккер модернистскими культурными тенденциями считают утопизм и рационализм.

Работа Де Мула «Romantic desire in (post) modern art and philosophy», на которую ссылаются авторы, не нашла широкого признания и цитируется в основном мыслителями схожего толка, в контексте работ о романтизме Ницше и влиянии технологий на эстетику. Вероятно, произошло это потому, что Де Мул выражает крайне упрощенное видение постмодерна. Вместе с тем в эссе Вермюлен и Аккер ссылаются также на Ихаба Хассана, который разработал более-менее конвенциональные критерии постмодернизма, но по каким-то причинам его взгляды не берутся в расчёт.
Кардаш критикует эпистемологический аргумент существования метамодерна:
Дальше исследователи говорят об эпистемологических различиях постмодерна и метамодерна. То есть они хотят провести различие по линии того, как в разных культурных парадигмах производится знание.
По их мнению, модерн и постмодерн эпистемологически связаны с гегелевским «позитивным» идеализмом. Имеется в виду, что люди следуют за некими, говоря современным языком, объективными иллюзиями или фантазиями общего пользования, вроде программы партии или прав человека.
И если гегелевский идеализм в какой-то мере всё же заметен в модерне, то, когда речь заходит о постмодерне, невозможно говорить о конкретной эпистемологии. Нет единой линии познания в постмодерне — есть эклектичная мозаика. В ней находится место и гегельянству, но сильно переиначенному.
Метамодерн Вермюлен и Аккер связывают с эпистемологией «негативного» идеализма Канта, который характеризуется тем, что человек естественным образом движется к цели так, будто существует некое идеальное достижение (как бы закрывая глаза на то, что результат на самом деле неизвестен). Речь идёт о так называемой трансцендентальной или продуктивной иллюзии.
Проблема утверждений Вермюлена и Аккера заключается в том, что линии Канта и Гегеля на самом деле противостоят друг другу уже около 200 лет на полях философии, эстетики, политики и т. д. То есть и та, и та эпистемология присутствует во всех упомянутых культурных парадигмах. Например, в модерне присутствует вера в идеологические проекты, что можно назвать гегельянством в эпистемологии, но одновременно с этим, что касается философии и науки — доминирует подход Канта. Собственно, идея Канта заключается в том, что только философия определяет основания для себя и других наук (естествознания и математики). Это создаёт эпистемологическую монополию, которую оспорил постмодернист Ричард Рорти, посчитав, что её опроверг лингвистический поворот.

Вышедшие на первый план нейронауки, лингвистика и направления вроде фонологии в эпистемологическом смысле антикантианские. К текущему моменту всё это только в большей мере расцвело, что и опровергает утверждение Вермюлена и Аккера.
Критике подвергаются материальные категории причин существования метамодерна, которые авторами заметок декларируются, но никак не подтверждаются:
Когда исследователи начинают говорить о материальных причинах возникновения метамодерна, то они выделяют всё то, что Жан Бодрийяр относил к проявлениям постмодерна. С той лишь разницей, что француз обосновывал, почему терроризм и новые формы медиумов относятся к актуальной ему культуре, а Вермюлен и Аккер просто сообщают нам о том, что желание альтернативных источников энергии, разрастание субурбий и предвыборные слоганы Обамы — это метамодерн.
Далее Кардаш критикует понятие «осцилляции», демонстрируя, что это переиначенная гегелевская диалектика:
На этом моменте мне начало казаться, что «Заметки о метамодернизме» — это какая-то злая шутка, в которой под видом нового взгляда и способа ощущения культуры западной публике подложили диамат. Как и полагается в таких случаях, к делу сразу же привлекают Платона. Вермюлен и Аккер поминают его понятие «метаксиса», как нечто, обозначающее не наступившее в гегелевской триаде снятие. То есть тезис и антитезис столкнулись друг с другом, что-то даже получилось, но напряжение никуда не делось, и становление стало бесконечным метаксисом. Получается интересно, ведь ирония по Гегелю — это один из вариантов опосредования и снятия. Это означает, что постмодерн оказывается совершеннее метамодерна. Об этом авторы не задумываются, так как диалектика-осцилляция к ним, видимо, дошла опосредованно — через характерный образ мысли у людей схожих академических интересов и направлений.
Критике подвергаются понятия метаксиса и паратаксиса. Кардаш отмечает, что в «Заметках» присутствует ложное противопоставление реконструкции и деконструкции:
Тем не менее, заметно, что паратаксис для них — это противоположность метаксиса. То есть, различие между постмодерном и метамодерном заключается именно в этой дихотомии.
Паратаксис и метаксис для Вермюлена и Аккера, в первую очередь, — стратегии создания объекта искусства. По давней привычке, они, конечно же, сразу же экстраполируют это на культуру, экономику и так далее.
Разобраться с сущностью этих стратегий возможно, так как присутствует описание их проявлений. Характерной для паратаксиса деконструкции оппонирует характерная для метаксиса реконструкция.

Такое противопоставление попросту ложно. На самом же деле, деконструкция как раз-таки всегда подразумевает реконструкцию. Потому что деконструкция = деструкция + реконструкция. Например, «Имя Розы» Умберто Эко — это деконструкция традиционной формы детективного романа, которая в свою очередь образует новую, чем и является содержание этого текста. Иными словами, под деконструкцией многие авторы ошибочно имеют в виду пра-образ этого концепта — деструкцию Хайдеггера, которую можно прочитать как отказ без остатка.
По Кардашу, метамодернисты слишком узко воспринимают культурную ситуацию постмодерна:
Ошибочность взгляда Вермюлена и Аккера на постмодерн заключается в том, что они видят узкую тенденцию к разрушению и концу всего подряд. Для них постмодерн — это некий линейный антимодерн. Своего рода культурный луддизм. Видимо, примерно в этом смысле и используется термин «паратаксис» — как некое бесплодное скрещивание всего подряд со всем подряд.
Такое упрощение не то что недопустимо, оно в широком смысле несостоятельно. И требуется лишь для того, чтобы дать картину метамодерна, в которой он возвышается над бинарной оппозицией модерна и постмодерна.

Тезис о том, что метамодернисты уникальны тем, что одновременно пользуются и модерном, и постмодерном, ложен. По той простой причине, что весь постмодернизм базируется на том же. Постмодерн фундаментально не самостоятелен, и это признаётся как форма производства уже в новом смысле самостоятельного продукта. Если проще, то когда количество отсылок и аллюзий доходит до определённого предела, мы получаем в своем роде оригинальное творчество, вроде «Имени Розы» или «Вавилонской библиотеки».
Подытоживает он следующим:
Вермюлен и Аккер придумали концепт новой культурной парадигмы, который они описывают так, как некоторые постмодернисты описывают постмодерн. Центральным концептом метамодерна они назначают диалектику и «борьбу и единство противоположностей», которые формально переименовываются в осцилляцию. Социологической или культурологической базы под этим термином не стоит, а философская база несостоятельна.
Единственное, что получилось — это сделать ярлык для обозначения современного искусства, которое не является постмодернизмом. То есть напрямую исполнить запрос Линды Хатчеон. Такое достижение нельзя назвать откровением о новой эпохе или особым пониманием нового искусства, но зато наконец-то придумано слово, которое нравится большинству — метамодерн (-изм).

Эссе говорит нам о том, что метамодернизм — это обозначение для малой части современного искусства, которое не подходит под критерии постмодернизма. Метамодерн — это фантазия про культурную парадигму, которой соответствует такое искусство. В принципе, метамодернизм может быть только частью культурной ситуации постмодерна даже в рамках логики «Заметок о метамодернизме».

### Александр Павлов
Александр Павлов в статье «Образы современности в XXI веке: метамодернизм» анализирует концепцию метамодерна, её эволюцию и будущее. Ключевой проблемой концепции Павлов считает философскую некомпетентность авторов «Заметок»:
Одна из ключевых проблем идеи метамодернизма состоит в том, что её авторы выбирают тактику уклонения от определения содержательного компонента. […] Одним словом, метамодернисты соглашаются продемонстрировать, насколько они некомпетентны в философии, лишь бы, хотя и уместно, процитировать какой-нибудь философский источник.
Павлов критикует использование термина «метаксис» Вермюленом и Аккером, считая, что они используют его только, как приставку для игры слов:
Это же касается ещё одного философа, чью идею метамодернисты пытаются приспособить для своих нужд, чтобы раскрыть содержание «теории». Так, они заявляют, что термин Эрика Фёгелина «между» (metaxy; в русском переводе эссе — «метаксис») лучше всего подходит для объяснения динамического характера метамодерна. «И эпистемологию метамодерна (как если бы), и его онтологию (между) следует, таким образом, рассматривать как динамику „и то и другое — и ни одно из них“, то есть „между“». Затем следует красивая цитата из текста Фёгелина. Стоит заметить, что для него термин «между» возникает в его концепции «гностицизма» именно как категория философии истории, которая связана с онтологией и экзистенцией человеческого общества, потому что человеческое существование, согласно философу, в его подлинном смысле раскрывается как существование «между» двумя полюсами напряжения — земным и божественным, совершенным и несовершенным, истиной и ложью, порядком и хаосом. […] Иными словами, сложная метафизика одного из последних настоящих философов истории стараниями метамодернистов превращается буквально в ничто, обычную приставку для игры слов.

В подразделе, посвящённом эволюции концепции метамодерна, Александр Павлов демонстрирует различные варианты развития теории метамодерна, подытоживая следующим:
К сожалению, у меня нет возможности останавливаться на этом новом вкладе в «теорию» метамодерна подробно, но ясно одно: все это делает метамодернизм, несмотря на его первоначальную содержательную бесплодность, мощным интеллектуальным движением с большим количеством участников, которые согласны включить свои исследовательские интересы в проект метамодерна.

Павлов считает постиронию более подходящим термином для описания текущей культурной ситуации:
При этом создается ощущение, что, скажем, постирония, связанная с социальными процессами непосредственно, могла бы стать куда более адекватным и эвристичным языком описания социальных и культурных тенденций сегодня.

Несмотря на комплиментарную настроенность к концепции, Александр Павлов выделяет три ключевые проблемы теории метамодерна:
Метамодерн сможет стать лидирующей концепцией только тогда, когда избавится от своих самых больших недостатков. Во-первых, он практически не уделяет внимания тому, на чём делают акцент иные теории (в частности, автомодерн и диджи-модерн) — на диджитилизации общества и эволюции популярной культуры. Не учитывать влияние интернета и «радикальных технологий» (как это формулирует Адам Гринфилд) на общество и культуру — означает обрекать свои идеи на мгновенное забвение. Во-вторых, хотя разные авторы привносят в проект метамодерна что-то свое (литературу, фотографии, кино и сериалы), в нём все равно остаются прорехи, например музыка и прочие отрасли искусства. Иными словами, он все ещё не тотален, в то время как, скажем, Фредрик Джеймисон, разговаривая про постмодерн, рассматривал культуру во всей её тотальности. В-третьих, метамодернисты мало обращаются к социальным проблемам. Сами Вермюлен и ван ден Аккер, осознав ошибку, во введении к сборнику пишут и про новую, четвертую волну терроризма, и про новых агентов капитализма, и про экологические и экономические проблемы. И все же это лишь признание в том, что они осведомлены об этих проблемах, но не более.

## Мнения о понятии «Метамодернизм»

### Антон Заньковский
Писатель и философ Антон Заньковский считает, что противопоставление метамодерна и постмодерна терминологически курьёзно: 

Аристотелевский трактат «Метафизика» в корпусе текстов Стагирита, подготовленном Андроником Родосским, шёл вслед за «Физикой» — именно поэтому и был так назван: τὰ μετὰ τὰ φυσικά — «то, что после физики». Приставка «мета» полностью совпадает по значению с латинской приставкой «пост» — в контексте этого факта концептуализация новой эстетической и мировоззренческой парадигмы, называемой «метамодерн», приобретает ироничный оттенок. Несмотря на странное тождество названий, метамодерн и постмодерн являются диалектическими антитезами.

### Александр Павлов
По мнению философа Александра Павлова, метамодерн Вермюлена и Аккера — это набор проникновенных утверждений о новой культуре. При этом сама теория крайне уязвима для критики ввиду слабого теоретического инструментария.

### Дмитрий Быков
Литератор и журналист Дмитрий Быков ссылается на объяснение поэта Ильи Кормильцева, по словам которого, «преодоление постмодернистской иронии, поиск новой серьёзности — это задача на ближайшие десятилетия, которая будет решаться с помощью неоромантизма и новой архаики».
Относительно самого феномена Быков говорит следующее:

Метамодернизм — это другой выход. Это как бы более сложный модернизм, возврат к модернизму — как я думаю, искусственно прерванному, искусственно абортированному в 20-е годы, — возврат к модернизму в условиях массового общества. Главными фигурами метамодернизма считаются [Джонатан] Франзен и, конечно, мой большой любимец Дэвид Фостер Уоллес. Конечно, там наличествует ирония, но в общем это серьёзное и даже трагическое отношение к жизни. Бесконечная сложность, усложнённость; сетевая структура повествования; свободное плавание во времени; неоромантические установки, то есть установки на совершенство одинокого героя, на отход от толпы, на определённую контрадикцию с ней, наверное. Это интересная концепция. Я, в общем, за метамодернизм, то есть за новых умных, грубо говоря. Я за то, чтобы постмодернистское время как можно скорее закончилось. Да и его, по-моему, не было.

### Олег Митрошенков
Учёный, доктор философских наук Олег Митрошенков выделяет четыре составляющие концепции метамодернизма:
1. Виртуализация пространства социальных взаимодействий, когда виртуальный мир замещает реальность и появляются новые возможности манипуляции массовым сознанием как со стороны власти и СМИ, так и со стороны индивидов.
2. Создание привлекающих социальные взаимодействия технообразов, создаваемых в сетевом пространстве одними пользователями и изменяемых другими. В результате все становятся соавторами и субъектами социального действия, а сам объект, будучи плодом «коллективного разума», живёт независимо от автора.
3. «Глокализация» (глобальный + локальный) сообществ в контексте глобализации, когда социальная уникальность акцентируется в рамках глобального пространства: так, все государства присутствуют в глобализирующемся пространстве, оставаясь при этом сугубо национальными социумами с собственной культурой и идентичностью.
4. Транссентиментализм, или возвращение к очевидным, традиционным ценностям.

Митрошенков также кратко рассматривает феномен массового человека. По его словам, «сегодня массовый человек — активная доминанта всех сфер человеческой деятельности», которая не авторитетна, но авторитарна:

Авторитет наделяет человека уважением; авторитарность требует (тщетно) уважения. Личность идет вглубь; массовый человек скользит по поверхности, принимая за открытие и истину первую родившуюся мысль. Авторитет не нуждается в лишних украшениях (наградах, званиях, почитании); авторитарность не может без них обойтись. Авторитет открыт и искренен (потому он и авторитет); авторитарность секретничает и интригует. Авторитетный человек ставит принципы выше правил, реальные достижения выше, чем статус; авторитарный — с точностью до наоборот. В результате склонность к лицемерию массового человека взяла верх над открытостью и искренностью в современном мире, а свобода — над необходимостью и ответственностью, хотя и не устранила и неспособна устранить их полностью.
Здесь он подвергает критике не концепцию метамодернизма, но анализирует развитие феномена массового человека. Однако, по его словам, эпоха метамодернизма вполне может поспособствовать положительному развитию самой сути человека массового:

Вместе с тем в природе массового человека заложен потенциал его собственного преодоления. Движение в сторону постпостмодерна оставляет надежду на успешное решение части из немногих здесь рассмотренных и других проблем общества эпохи модерна и постмодерна. А поскольку все эти процессы происходят в обществе, которое является не только самоуправляемым, но и прямо управляемым (в разных странах в разной степени и с разной эффективностью), было бы теоретическим упущением не связать между собой эти факторы.

### Мария Серова
Мария Серова, одна из ключевых фигур в группе русских исследователей метамодерна, говорит о явлении следующее:
Метамодернизм предлагает взять цель, нечто лежащее за системами и религиями, как константу, способ достижения которой человек должен найти самостоятельно. Это и есть принцип индивидуальности, духовный аристократизм, творческая мораль как индивидуальное откровение, о котором так много говорили Бердяев и Зиновьев.

## Альтернативные концепции и взгляды на новую эпоху

### Михаил Эпштейн
Ещё в 2001 году в журнале «Знамя» была опубликована статья философа, культуролога и литературоведа Михаила Эпштейна «Début de ѕіесӀе, или От пост- к прото-. Манифест нового века», в которой он говорит об окончании эпохи с приставкой «пост-» и вводит новый термин с приставкой «прото-» — протеизм. Суть новой эпохи, по его словам, заключается в «сращении мозга и вселенной, техники и органики, в создании мыслящих машин, работающих атомов и квантов, смыслопроводящих физических полей, в доведении всех бытийных процессов до скорости мысли». Он не говорит о культурном возвращении к истокам и т. н. «радикальной открытости», замещающей популярные в эпоху постмодернизма противопоставления концепциям прошлого. Однако говорит о технологическом аспекте новой эпохи, его возможностях и рисках.

### Владимир Ешкилев
В 1998 г. ивано-франковский писатель Владимир Ешкилев, близкий к «Крымскому Клубу» Игоря Сида, вместе с Юрием Андруховичем и Олегом Гуцуляком реализовал проект «Возвращение демиургов: Малая энциклопедия актуальной литературы» (журнал «Плерома», 1998, № 3; републикация на сайте журнала «Ї»), в котором предложил в качестве альтернативы на постмодернизм метамодернистский метод «нюансированной демиургии». Он реализируется в нарративных текстах типа жанра «фэнтези» или «детектива», где присутствует такой способ художественной креации, когда автор обуславливает сюжет, концепцию и дискурсивное пространство литературного произведения построением специфического мира. В пространствах этих текстов возникает эффект чудесного, содержатся в качестве субстанционального и неотстранённого элемента сверхъестественные или невозможны миры, существа или объекты, с которыми персонажи или читатель оказываются в более или менее тесных отношениях. Писатель и художник здесь — это вдохновенный «медиатор», добывающий свои образы из идеального мира и увековечивающий их в эмпирическом. Тем самым реализуется модернистский призыв Ф. Ницше создать «ряды жизненных ценностей», чтобы образы их вросли в образы бытия, преобразовывая мир. Не только создать в мире мир, но сделать его реальным для других. С помощью «нюансированной демиургии» (по типу борхесовского рассказа «Тлён, Укбар, Орбис Терциус»), казалось бы, нереальные, миры «фэнтези» впитываются в реальность и изменяют её. Происходит своеобразная «экспансия ирреального» в реальность: человек ещё не согласился с новым измерением, но ему предлагают мыслить в определённых понятиях — и, в конце концов, мир «Розы Мира», «Матрицы», «Космических войн», «Звёздного Крейсера Галактика», «Сейлормун», «Властелина колец» или «Брата / Брата-2» и «Мы из будущего / Мы из будущего — 2» становится реальным миром — его «жизненные ценности» врастают в образы бытия, делают его реальными для других, вступают в космогоническую борьбу с небытием. Метамодернизм «нюансированной демиургии» состоит в том, что она возвращает такие униженные постмодернизмом функторы (functeurs) как Великий Герой, Большое Путешествие, Великие Опасности, Большая Цель и т. п. То есть идёт апелляция к «первомифу» о том, как Герой отправляется на поиск приключений для «Большой Встречи». Эта «демиургия» стремится реставрировать, как пишет Владимир Ешкилев,

«… органические для классического мировоззрения космологические координаты, ставя „золотой век“ в начале линейной хронологии, а День Судный — на конец … Фэнтези реставрирует также и ницшеанское amor fati, „улыбку судьбы“ — бытийное обещание чуда „как награды за сверхусилия“, а через эту реставрацию — возрождает этос подвига, погребенный постмодернистской эпохой под кладбищенскими плитами ироник»
.

Итак, в то время, как постмодернизм настаивает на двух типах толерантности — формально-языковой и мировоззренчески-аксиологической, демиургами метамодернизма постулируется «кредонизм» (лат. Credo) — верность «Большой Традиции» с её великими героями, путешествиями, приключениями и победами. И на определённом этапе в массовой культуре данная практика демиургии «работает». Ведь если в античные времена греки утешались-очищались, «катарсировали» в театре, наблюдая коллизии мифических деяний, а римляне — в колизеях, наблюдая космогонические гладиаторские бои, то для современного человека такой ареной стало телевидение с его «мыльными/космическими операми» и «политическими ток-шоу», где мифологические сюжеты разыгрываются носителями архетипов современной цивилизации — Добро, Зло, Непобедимый Герой, Галантный Рыцарь, Изменница-Любимая, Верный Друг, Чудак-Учёный и т. д.
Но в отзыве на данную концепцию Ю. Каграманов предостерёг, что со временем «демиургическая практика» не выдерживает противостояния «инерции явственного бытия».